# Покровське сільське поселення (Ростовська область)
Покровське сільське поселення — муніципальне утворення в Неклинівскому районі Ростовської області.
Адміністративний центр поселення — старовинне запорозьке село Покровське.

## Адміністративний устрій
До складу Покровського сільського поселення входить 1 населений пункт:
- село Покровське.